# Ischionodonta paraibensis
Ischionodonta paraibensis är en skalbaggsart som beskrevs av Dilma Solange Napp och Elineide E. Marques 1998. Ischionodonta paraibensis ingår i släktet Ischionodonta och familjen långhorningar. Inga underarter finns listade i Catalogue of Life.